# Yueya Hu
Yueya Hu (kinesiska: 月牙湖) är en sjö i Kina. Den ligger i den autonoma regionen Tibet, i den sydvästra delen av landet, omkring 1 000 kilometer nordväst om regionhuvudstaden Lhasa. Yueya Hu ligger 5 103 meter över havet. Arean är 13,7 kvadratkilometer. Trakten runt Yueya Hu är ofruktbar med lite eller ingen växtlighet. Den sträcker sig 5,2 kilometer i nord-sydlig riktning, och 4,6 kilometer i öst-västlig riktning.
Genomsnittlig årsnederbörd är 174 millimeter. Den regnigaste månaden är augusti, med i genomsnitt 36 mm nederbörd, och den torraste är november, med 3 mm nederbörd.